# Christina McAnea

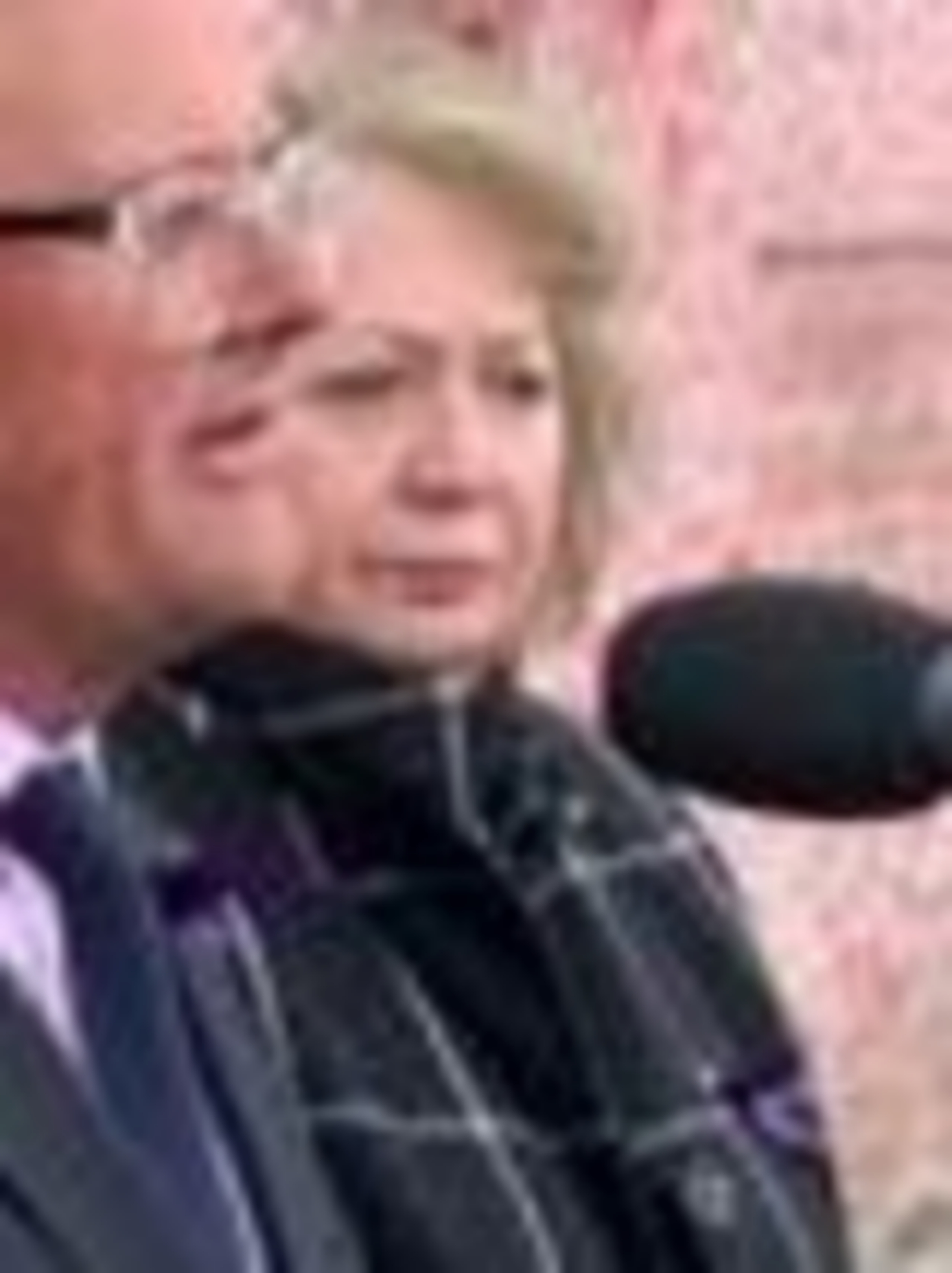
Christina McAnea beim Workers Memorial Day 2021

Christina McAnea (geboren 1958 in Glasgow) ist eine britische Gewerkschaftsfunktionärin. Sie ist seit dem 22. Januar 2021 die Generalsekretärin der Gewerkschaft Unison; ihr Vorgänger war Dave Prentis.

## Kindheit, Ausbildung
McAnea wuchs in der Umgebung von Drumchapel auf. Sie besuchte die St.Pius School (auf dem Gelände befindet sich jetzt die Drumchapel High School).  Sie arbeitete im öffentlichen Dienst, im National Health Service (nationalen Gesundheitsdienst) und im Einzelhandel, bevor sie an der Universität Strathclyde Englisch und Geschichte studierte.
In den frühen 1980ern war sie Mitglied der Communist Party of Great Britain.

## Gewerkschaftliche Laufbahn
Nach der Universität arbeitete sie in der Kommunalverwaltung von Glasgow im Bereich Wohnungswesen, bevor sie für die Gewerkschaft GMB im Rahmen der Rechtsberatung tätig wurde.
McAnea arbeitete zunächst für die National and Local Government Officers’ Association (NALGO). Diese Gewerkschaft fusionierte in die Gewerkschaft Unison. Im Mai 2018 wurde sie eine der fünf stellvertretenden Generalsekretäre von Unison.
McAnea wurde am 11. Januar 2021 mit 47,7 % der Stimmen der Mitglieder zum Nachfolger von Dave Prentis als Generalsekretär von Unison gewählt. Prentis war 20 Jahre lang Generalsekretär gewesen. Sie trat ihr Amt am 22. Januar 2021 an.

## Persönliches
McAnea wohnt in Süd-London. Sie ist verheiratet und hat zwei erwachsene Kinder.